# Васильевский (Венёвский район)
Васильевский — посёлок в Венёвском районе Тульской области России.
В рамках административно-территориального устройства является центром Васильевского сельского округа Венёвского района, в рамках организации местного самоуправления входит в Центральное сельское поселение.

## География
Расположен в 47 км к северо-востоку от Тулы и в 13 км к северо-западу от райцентра города Венёв.

## Население
| 2002 | 2010 |
| ---- | ---- |
| 355  | ↘301 |

Население — 301 чел. (2010).